# So Much for Goodbye
So Much for Goodbye (これくらいのサヨナラ?) è il secondo singolo giapponese del gruppo musicale sudcoreano Secret, pubblicato nel 2012 dall'etichetta discografica Sony Music Associated Records.

## Il disco
Il 26 gennaio 2012 il gruppo rivelò delle foto per il loro secondo singolo giapponese; lo stesso giorno, il sito ufficiale giapponese fu rinnovato in preparazione per il singolo, previsto per il 29 febbraio. Insieme al singolo uscì il video ufficiale. Il singolo fu pubblicato in due edizioni contenenti oltre ad esso, una il video ufficiale del brano "So Much for Goodbye" e una breve intervista al gruppo, l'altra il making-of del video ufficiale del brano. Prima della pubblicazione ufficiale, il brano "So Much for Goodbye" fu reso disponibile sul sito web giapponese del gruppo.
Il 19 febbraio 2012 le Secret apparirono sul programma televisivo Music in Japan, eseguendo "So Much for Goodbye". A marzo 2012, per promuovere il loro singolo "So Much for Goodbye", le Secret tennero Secret 1st Japan Tour, il loro primo tour in Giappone.

## Tracce
1. So Much for Goodbye (これくらいのサヨナラ) – 3:42 (testo: Junji Ishiwatari, Lim Sang-Hyuk, Jeon Daun – musica: Lim Sang-Hyuk, Jeon Daun)
2. Love Is a Long Run (恋はロング・ラン) – 3:15 (testo: Junji Ishiwatari – musica: JUNKOO, Mary, Shinji Moroi)
3. Color of Love – 4:01 (testo: Junji Ishiwatari, NACO – musica: NACO)

Durata totale: 10:58

## Certificazioni
Giappone
(vendite: 9 656+)

## Formazione
- Hyoseong – voce
- Zinger – rapper, voce
- Jieun – voce
- Sunhwa – voce